# الهه عبری
الهه عبری (انگلیسی: The Hebrew Goddess) کتابی است در سال ۱۹۶۷ توسط رافائل پاتای، انسان‌شناس، مورخ و انسان‌شناس یهودی، که در آن نویسنده استدلال می‌کند که از نظر تاریخی، دین یهودیت دارای عناصر چندخداپرستی، به‌ویژه پرستش الهه‌ها ایزدبانو و فرقه الهه مادر بوده‌است.

## تم‌های قبلی
اولین کاوش رافائل پاتای در مورد این موضوع در سال ۱۹۴۷ کتاب انسان و معبد در افسانه و آیین یهودی باستان (نیویورک: نلسون) بود، جایی که او به شواهد متنی اشاره می‌کند که در آثار بعدی او تکرار نشد.

## قضیه
الهه عبری این نظریه را از طریق تفسیر منابع باستان‌شناسی و متنی به عنوان مدرکی برای احترام به موجودات زنانه پشتیبانی می‌کند. الهه‌های عبری که در این کتاب شناسایی شده‌اند عبارتند از: اشره، آنات، عشتروت، آشیما، کروبی‌ها در هیکل سلیمان، شکینا و شخصیت عروس شبات
شناسایی مجسمه‌های ستون اشره، در این کتاب اولین بار بود که به این صورت شناسایی می‌شدند.